# The Spectacular Spider-Man
The Spectacular Spider-Man to seria komiksowa Marvela, która jest spin offem powstałym na skutek niezwykłej popularności serii The Amazing Spider-Man. Głównym bohaterem jest Peter Parker. Pierwszy wolumin liczy 263 zeszyty, była ona wydawana w latach 1976–1998. Wolumin drugi składa się z 27 zeszytów i była wydawana od 2003 do 2005 roku.